# Francisco Gomes
Francisco Gomes (* 1965 in Atsabe, Portugiesisch-Timor) ist ein Politiker aus Osttimor. Er ist Mitglied der Partidu Liberta Povu Aileba (PLPA), die sich 2009 von der Associação Social-Democrata de Timor ASDT abspaltete. Gomes ist der Parteivorsitzende der PLPA.
2012 trat er bei den Präsidentschaftswahlen in Osttimor als Kandidat an und schied nach der ersten Runde am 17. März mit 0,76 % der Stimmen aus.